# 갈랜드 (텍사스주)

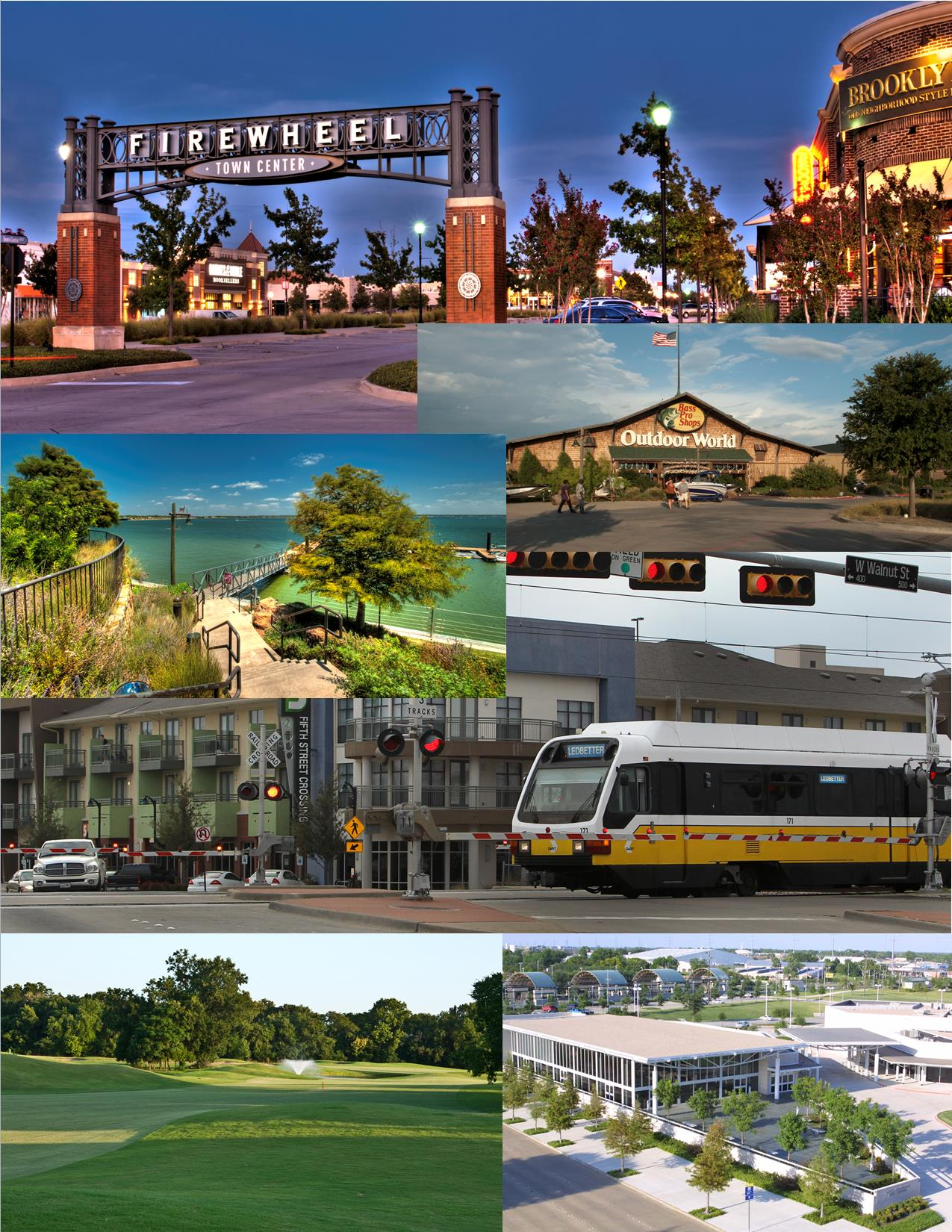

갈랜드(Garland)는 미국 중남부 텍사스주에 있는 도시이다. 인구 215,768(2000). 텍사스주 북부에 있으며, 댈러스에 인접한 위성도시이다. 19세기에 철도의 통과지점으로 건설되었으나, 오랫동안 작은 마을로 머물러 있다가, 20세기 중엽 댈러스 시의 확장과 함께 각종 공장이 들어오면서 급격히 성장하기 시작하였다. 인구가 크게 늘어나서, 텍사스 주의 주요 도시의 하나가 되었고, 2005년 조사에서는 미국에서 86번째로 인구가 많은 도시였다.

## 인구
| 인구조사                                       | 인구    | Note  | %±     |
| ---------------------------------------------- | ------- | ----- | ------ |
| 1890년                                         | 478     |       | —      |
| 1900년                                         | 819     |       | 71.3%  |
| 1910년                                         | 804     |       | −1.8%  |
| 1920년                                         | 1,421   |       | 76.7%  |
| 1930년                                         | 1,584   |       | 11.5%  |
| 1940년                                         | 2,233   |       | 41.0%  |
| 1950년                                         | 10,571  |       | 373.4% |
| 1960년                                         | 38,501  |       | 264.2% |
| 1970년                                         | 81,437  |       | 111.5% |
| 1980년                                         | 138,857 |       | 70.5%  |
| 1990년                                         | 180,650 |       | 30.1%  |
| 2000년                                         | 215,768 |       | 19.4%  |
| 2010년                                         | 226,876 |       | 5.1%   |
| 2019 (추산)                                    | 239,928 | [ 1 ] | 5.8%   |
| U.S. Decennial Census Texas Almanac: 1850–2000 |         |       |        |